# Пьявица красногрудая
Пьявица красногрудая (лат. Oulema melanopus) — вид листоедов (Chrysomelidae) из подсемейства трещалок (Criocerinae), являющийся вредителем сельскохозяйственных культур.

## Распространение
Широко распространена во всей Европе, в Северной Африке, Малой Азии и Монголии, а также является интродуцированным видом в Северной Америке. На территории бывшего СССР встречается везде, за исключением Крайнего Севера, зоны пустынь и Дальнего Востока. Также имелись сведения, что пьявица красногрудая обитает и на Дальнем Востоке, вредя плантациям риса, но это оказался другой вид — Oulema oryzae.

## Экология
Личинки — вредители, скелетируют листья овса, ячменя, твёрдых сортов яровой и озимой пшеницы, ржи, кукурузы, риса, многих луговых и дикорастущих злаков. Взрослые жуки выгрызают в листьях сквозные продольные отверстия.

## Галерея

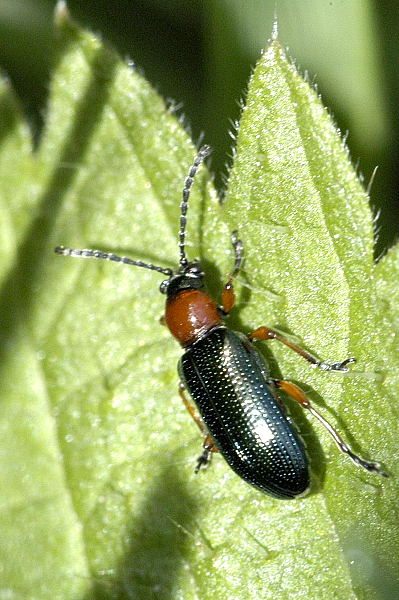